# Palm Harbor
Palm Harbor – miejscowość spisowa (obszar niemunicypalny) w Stanach Zjednoczonych, w stanie Floryda, w hrabstwie Pinellas.